# Віа-дель-Аморе
44°6′6.07″ пн. ш. 9°44′0.37″ сх. д. / 44.1016861° пн. ш. 9.7334361° сх. д.

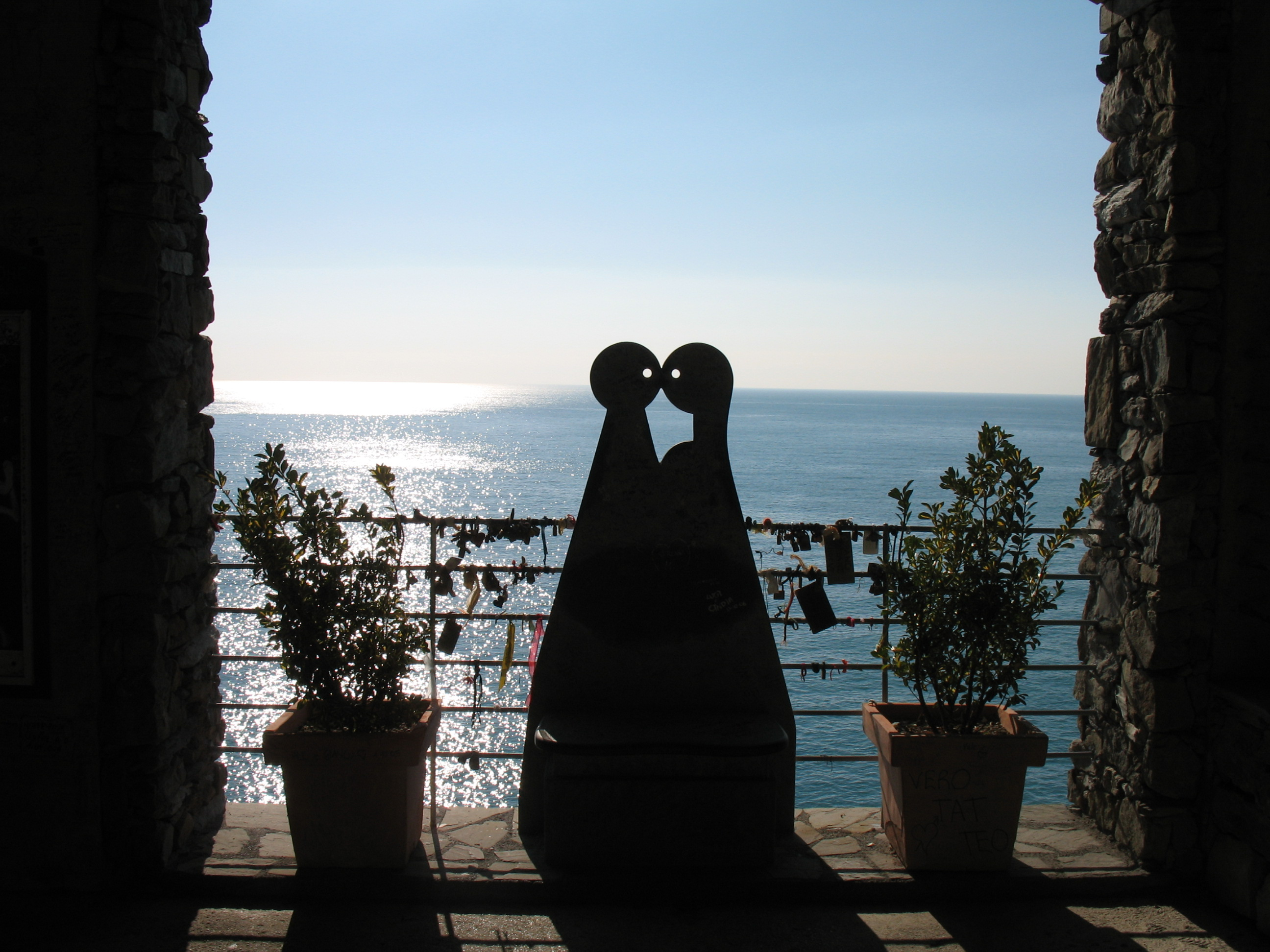
Замки на поручнях поряд з лавкою для закоханих

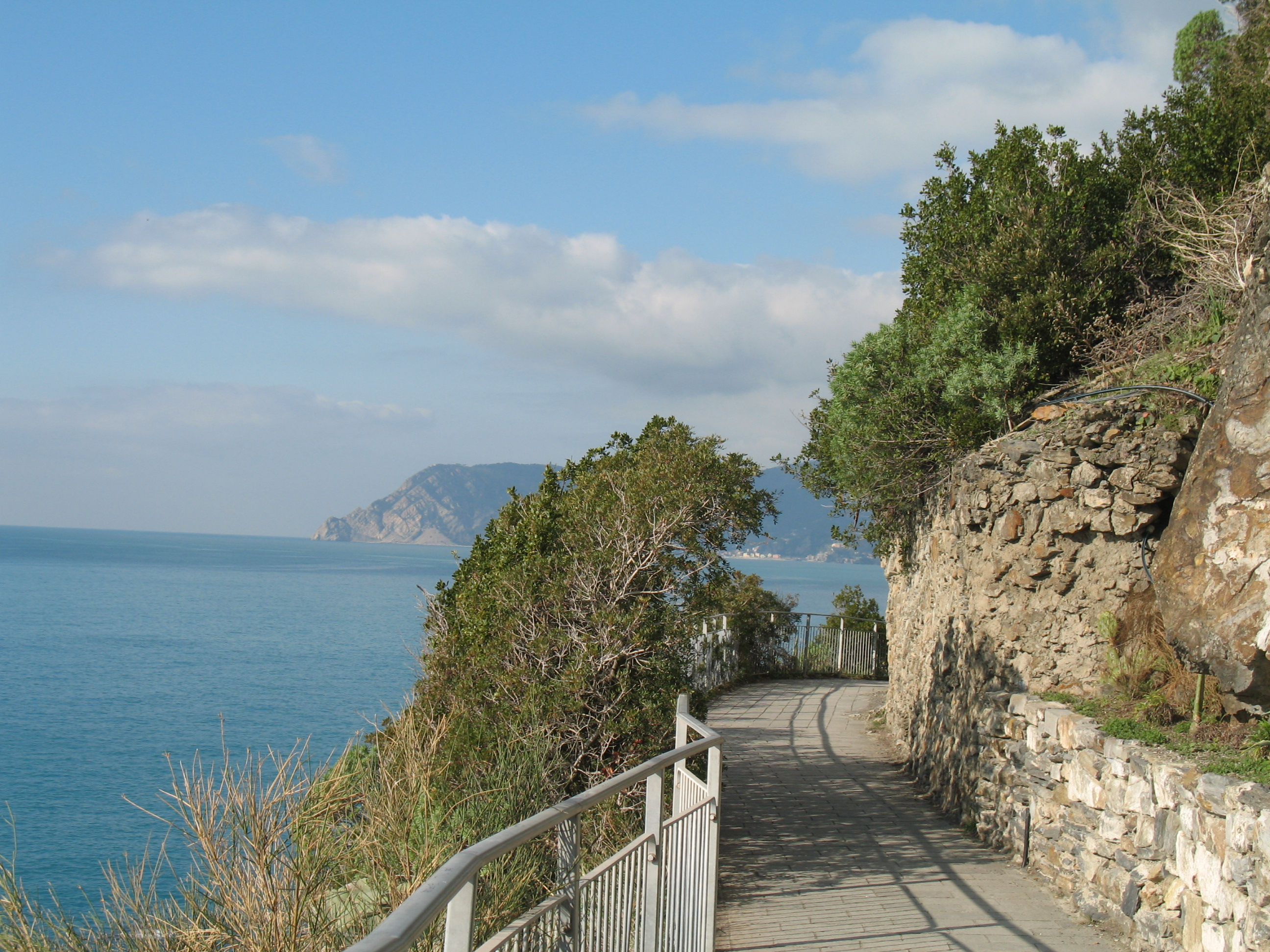
Дорога Via dell'Amore

Віа-дель-Аморе (Дорога кохання, італ. Via dell'Amore) - пішохідна дорога в національному парку Чинкве-Терре (Лігурія), з'єднує Монаролу і Ріомаджоре. 
Довжина дороги, яка прокладена над скелястими кручами вздовж моря - трохи більше кілометра. З висоти дороги відкриваються мальовничі краєвиди на Лігурійське море, невелика частина шляху проходить через тунель, стіни якого покриті графіті. Дорога була прокладена в середині 1920-х рр. У 90-х роках минулого століття дорога через небезпеку зсувів і обвалу каменів була якийсь час закрита. В наш час[коли?] за вхід на територію національного парку стягується невелика плата (оплата входить в ціну квитка Чинкво-Терре, так само як і користування залізницею), виручені кошти йдуть на підтримку дороги.